# Samoobrona (partia polityczna)
Samoobrona – polska partia polityczna o charakterze ludowo-narodowym, zarejestrowana sądownie 28 stycznia 2010 jako Nasz Dom Polska – Samoobrona Andrzeja Leppera, założona przez część działaczy Samoobrony Rzeczpospolitej Polskiej, działająca do 4 marca 2012 równolegle do tego ugrupowania (wówczas nastąpiło połączenie struktur tych partii w jedną formację). 29 maja 2011 zdecydowano o zmianie nazwy partii na „Samoobrona”, którą sąd wprowadził w życie 15 września 2011. Przy partii działa Związek Zawodowy Rolnictwa „Samoobrona”.

## Historia

### 2010
28 stycznia 2010 Sąd Okręgowy w Warszawie (z wniosku złożonego dzień wcześniej przez Janusza Maksymiuka, Bogdana Sochę i Mirosława Andrzeja Rudowskiego) zarejestrował partię Nasz Dom Polska – Samoobrona Andrzeja Leppera. W prezydium partii znaleźli się autorzy wniosku o rejestrację, a także Andrzej Lepper (jako przewodniczący), Bożena Garbacz, Kazimierz Kamiński i Czesław Kiernozek.
W wyborach prezydenckich Andrzej Lepper uzyskał 1,28% głosów, zajmując 7. miejsce spośród 10 kandydatów. W wyborach samorządowych w tym samym roku partia NDP – Samoobrona Leppera wystawiła listy do sejmików w 14 województwach (wszystkich oprócz lubuskiego i małopolskiego). Ugrupowanie uzyskało w skali kraju 1,05% głosów (był to 9. wynik spośród wszystkich komitetów). Najwyższe wyniki partia osiągnęła w województwach: podlaskim (2,37%) i warmińsko-mazurskim (2,33%). Komitet Nasz Dom Polska – Samoobrona Andrzeja Leppera uzyskał w skali kraju 1 mandat w radach powiatów i 40 mandatów w radach gmin. 1 kandydat partii został wybrany na stanowisko wójta.

### 2011
29 maja 2011 w Kafarze odbył się I kongres partii. Na przewodniczącego został wybrany Andrzej Lepper. Wybrano także 25-osobową radę krajową, w której składzie znaleźli się m.in. Andrzej Chmielewski, Lech Kuropatwiński, Janusz Maksymiuk, Andrzej Prochoń, Renata Rochnowska, Krzysztof Sikora, Bogdan Socha i Bogusław Warchulski. Przewodniczącym 5-osobowej komisji rewizyjnej został Jan Sochocki. Uchwalono również zmianę nazwy partii na „Samoobrona” (która weszła w życie decyzją Sądu Okręgowego w Warszawie z 15 września).
5 sierpnia zmarł szef ugrupowania Andrzej Lepper. 20 sierpnia w Kafarze skład rady krajowej został poszerzony do 50 osób. Wybrano także jej prezydium, w skład którego weszli Paweł Frankowski, Kazimierz Kamiński, Stanisław Kowalczyk, Lech Kuropatwiński, Janusz Maksymiuk, Mieczysław Meyer, Andrzej Prochoń, Krzysztof Prokopczyk i Bogdan Socha.
W wyborach parlamentarnych komitet NDP – Samoobrona Leppera zarejestrował listy do Sejmu w 9 z 41 okręgów wyborczych. Otrzymał on 0,07% głosów (zajmując ostatnie, 11. miejsce spośród wszystkich komitetów). 10 działaczy tej partii (głównie jako przedstawiciele Samoobrony RP) znalazło się także na listach Polskiej Partii Pracy – Sierpień 80 (m.in. Lech Kuropatwiński, Bogusław Warchulski, Mieczysław Meyer i Mirosław Rudowski). Do Senatu startowało 3 kandydatów komitetu NDP – Samoobrona Leppera, z których żaden nie uzyskał mandatu. W tym samym okresie z partii odszedł jeden z jej założycieli i liderów Janusz Maksymiuk.

### 2012
4 marca 2012 odbył się kongres, na którym struktury partii Samoobrona i Samoobrona RP połączyły się w jedno ugrupowanie (Samoobrona). Na kongresie wybrano 51-osobową radę krajową oraz 5-osobową komisję rewizyjną. Przewodniczącym partii (i rady krajowej) został Andrzej Prochoń (1957–2020), a komisji rewizyjnej Janusz Wiwatowski. 30 marca wybrano prezydium rady krajowej. Wiceprzewodniczącym został Lech Kuropatwiński, a skład uzupełnili Andrzej Urbaniak, Dariusz Krasnodębski, Krzysztof Prokopczyk, Andrzej Rusiński, Ryszard Krzyśków, Marek Wojtera, Stanisław Kowalczyk, Krzysztof Łysyganicz, Jan Sochocki i Stefan Wesołowski. W tym samym okresie z partii odszedł jeden z jej założycieli i liderów Bogdan Socha.
Dariusz Krasnodębski został drugim wiceprzewodniczącym ugrupowania. 5 sierpnia Andrzej Prochoń złożył rezygnację z funkcji przewodniczącego partii, która 6 dni później została przyjęta przez prezydium. Do czasu wyboru nowych władz Samoobrony obowiązki szefa partii przejął wówczas Lech Kuropatwiński. 9 września Andrzej Prochoń zrezygnował z członkostwa w partii.
W okresie od 29 września do 25 października zostały wybrane władze partii we wszystkich województwach. 4 listopada na kongresie w Pacynie wybrano przewodniczącego partii, którym został Lech Kuropatwiński, pokonując w głosowaniu Dariusza Krasnodębskiego i Kazimierza Kamińskiego. Wybrano również nowy skład rady krajowej, której prezydium wyłoniono 3 tygodnie później. I wiceprzewodniczącym partii został Mateusz Piskorski, II wiceprzewodniczącą Zofia Grabczan, III wiceprzewodniczącym Andrzej Szymański, sekretarzem Krzysztof Prokopczyk, skarbnikiem Andrzej Rusiński, a rzecznikiem prasowym Tomasz Jankowski. W składzie prezydium znalazło się też 8 innych osób, m.in. Stanisław Kowalczyk, Krzysztof Łysyganicz i Kazimierz Wójcik. W ponad 50-osobowej wówczas radzie krajowej znaleźli się też m.in. Grzegorz Kołacz, Marzena Paduch, Renata Rochnowska, Bogusław Warchulski, Marian Widz i Jerzy Żyszkiewicz (zm. 2014).

### 2013
8 września 2013 kandydat Samoobrony Józef Habrat wziął udział w wyborach uzupełniających do Senatu w okręgu dębicko-mieleckim, zajmując ostatnie, 7. miejsce (uzyskał 0,42% głosów).

### 2014
W styczniu 2014 Samoobrona nawiązała kontakty z Polskim Stronnictwem Ludowym i podjęła z tą partią rozmowy o wspólnym starcie w wyborach do Parlamentu Europejskiego. Ostatecznie jednak władze partii podjęły decyzję o samodzielnym starcie w tych wyborach.
W oświadczeniu z 1 marca, dotyczącym kryzysu na Krymie, prezydium partii skrytykowało sposób powołania oraz działalność nowego rządu ukraińskiego (Arsenija Jaceniuka), a także wyraziło aprobatę dla działań Rosji.
W wyborach do Parlamentu Europejskiego Samoobrona zarejestrowała listy w okręgach łódzkim oraz warmińsko-mazursko-podlaskim i 25 maja uzyskała wynik 2729 głosów (0,04% w skali kraju).
W wyborach samorządowych w tym samym roku Samoobrona wystawiła listy do sejmików w 10 województwach. Nie uzyskała żadnego mandatu radnego, w skali kraju otrzymując 0,32% głosów (był to 17. wynik spośród wszystkich komitetów). Jej kandydaci zdobyli natomiast około 40 mandatów radnych niższego szczebla. Samoobrona startowała na niższym szczeblu nie tylko samodzielnie, wystawiła m.in. kandydatów do rady Łodzi na listach komitetu SLD Lewica Razem. Wystawiła także kandydata na prezydenta Grudziądza oraz kilku kandydatów na burmistrzów i wójtów, jednak uzyskali oni niewielkie poparcie.

### 2015
Działalność w Samoobronie zakończyła część działaczy, którzy założyli ugrupowanie Zmiana (na jego czele stanął Mateusz Piskorski).
W wyborach prezydenckich Samoobrona nie poparła żadnego kandydata. Przed wyborami parlamentarnymi wyraziła chęć uczestnictwa w koalicji. Ostatecznie partia wystawiła własne listy, które udało się jej zarejestrować w 7 z 41 okręgów w wyborach do Sejmu. Znaleźli się na nich m.in. Lech Kuropatwiński, Marian Widz, Andrzej Chmielewski i Józef Skutecki. Ponadto dwóch kandydatów Samoobrony (m.in. Piotr Misztal) wystartowało do Senatu, a do Sejmu członkini partii znalazła się na liście komitetu Kukiz’15. W wyborach do Sejmu Samoobrona uzyskała 0,03% głosów (zajmując 15. miejsce). Kandydaci partii do Senatu zajęli ostatnie miejsca w swoich okręgach (zdobyli po około 7% głosów).

### 2016
6 marca 2016 kandydat Samoobrony Andrzej Chmielewski wziął udział w wyborach uzupełniających do Senatu w okręgu łomżyńsko-suwalskim, zajmując ostatnie, 6. miejsce (uzyskał 1,03% głosów).
W sprawie tzw. kryzysu sejmowego z 16 grudnia, Samoobrona zajęła stanowisko krytyczne wobec działań blokujących mównicę sejmową partii opozycyjnych oraz protestującego Komitetu Obrony Demokracji, popierając jednocześnie działanie marszałka Sejmu Marka Kuchcińskiego.

### 2017
4 marca 2017 odbył się kongres Samoobrony, na którym Lech Kuropatwiński utrzymał przewodnictwo w partii, pokonując w głosowaniu Grzegorza Andrysiaka. W 34-osobowym składzie rady krajowej znaleźli się m.in. Janusz Bryczkowski, Andrzej Chmielewski, Michał Figlus, Jerzy Pękała i Marek Wojtera (który kilka lat wcześniej opuścił partię, zakładając konkurencyjny komitet w wyborach samorządowych w 2014). Dwa tygodnie później na wiceprzewodniczących partii zostali wybrani Ewa Bergman, Andrzej Chmielewski i Andrzej Urbaniak, na sekretarza Jan Perkowski, a na skarbnika Janusz Bryczkowski.

### 2018
Przed wyborami samorządowymi w 2018 Samoobrona zawarła (po nieudanej próbie wejścia w sojusz z PiS) koalicję z Wolnymi i Solidarnymi. Nawiązała także współpracę z Polską Patriotyczną i Samoobroną Odrodzenie (partiami także wywodzącymi się z Samoobrony RP). Samoobrona otrzymała tytuł członka wspierającego WiS. Do sejmików wystartowała z list tej partii, która otrzymała jednak niewielkie poparcie. Komitet Samoobrony uzyskał 3 mandaty w radach gmin. Oprócz tego na szczeblu lokalnym działacze Samoobrony startowali z ramienia różnych komitetów (m.in. WiS czy Kukiz’15 – z ramienia którego Marian Widz kandydował na wójta).

### 2019
Partia nie wzięła udziału w wyborach do Parlamentu Europejskiego w 2019. W wyborach parlamentarnych wystawiła troje kandydatów do Senatu – Andrzeja Urbaniaka w okręgu nr 27, Andrzeja Chmielewskiego w okręgu nr 59 (który jednak zmarł na trzy tygodnie przed głosowaniem) oraz Aldonę Skirgiełło w okręgu nr 61. Członkowie partii znaleźli się także na podlaskiej liście Akcji Zawiedzionych Emerytów Rencistów do Sejmu (jednej z trzech zarejestrowanych przez tę partię w skali kraju). Z partią tą związało się szereg działaczy Samoobrony, m.in. Janusz Bryczkowski. W wyborach do Senatu oboje kandydatów Samoobrony zajęło ostatnie miejsca w okręgach, zdobywając 5–6% głosów.

### 2020
Środowisko Samoobrony, formalnie jako Związek Zawodowy Rolnictwa „Samoobrona”, w II turze wyborów prezydenckich w 2020 udzieliło poparcia ubiegającemu się o reelekcję Andrzejowi Dudzie. Przewodniczący Lech Kuropatwiński wszedł w skład powołanej przez prezydenta Andrzeja Dudę 16 grudnia Rady ds. Rolnictwa i Obszarów Wiejskich.

### 2021
Działacze sprzeciwiający się stylowi zarządzania partią przez Lecha Kuropatwińskiego postanowili reaktywować Samoobronę RP, składając 17 listopada wniosek o jej rejestrację (przewodniczącym reaktywowanej partii został Krzysztof Prokopczyk, wśród założycieli znalazł się także były poseł, związany jednocześnie z innymi partiami Zdzisław Jankowski; ugrupowanie zarejestrowano we wrześniu 2022).

### 2022
20 grudnia 2022 zmarł przewodniczący partii Lech Kuropatwiński (kierował on także ZZR „Samoobrona”, na czele którego 15 stycznia 2023 stanął Marek Duszyński; jednym z liderów związku został także pozostający dotychczas od 2007 poza środowiskiem Samoobrony były poseł Krzysztof Filipek).

### 2023
Nowym przewodniczącym partii został Jan Perkowski, I wiceprzewodniczącym Andrzej Kot, II wiceprzewodniczącym Aleksander Luty, III wiceprzewodniczącym Marek Niemczyk, sekretarzem generalnym Katarzyna Zwolińska, a skarbnikiem Lucja Rubik. Wśród kilkunastu pozostałych członków prezydium rady krajowej znalazł się m.in. Janusz Bryczkowski. 18 maja Samoobrona podpisała porozumienie z Samoobroną RP o starcie z jej list w wyborach parlamentarnych, jednak w sierpniu współpracę zerwano. 5 sierpnia po uroczystościach związanych z rocznicą śmierci Andrzeja Leppera ogłoszono podjęcie przez Samoobronę współpracy z Agrounią, która jednak półtora tygodnia później ogłosiła start z list Koalicji Obywatelskiej. Samoobrona powołała własny komitet wyborczy, jednak nie wystawiła z jego ramienia żadnego kandydata. Udzieliła poparcia partii Polska Jest Jedna. Członek Samoobrony Józef Kołos został natomiast kandydatem Konfederacji WiN do Senatu w okręgu nr 88. Otrzymał niespełna 11% głosów, zajmując przedostatnie, 3. miejsce.

### 2024
W wyborach samorządowych w 2024 Samoobrona wystawiła listę do sejmiku śląskiego (w jednym okręgu, jej liderem został były poseł Michał Figlus), a także kandydatów do ponad 20 rad miast i gmin oraz kandydatów na wójtów gmin Nurzec-Stacja i Rusinów. W wyborach do sejmiku śląskiego Samoobrona zajęła ostatnie miejsce, podobnie jak jej kandydaci na wójtów. Komitet uzyskał natomiast 10 mandatów w radach gmin (z czego połowę w gminie Sokoły).
W wyborach do Parlamentu Europejskiego Krzysztof Sarecki z Samoobrony znalazł się na liście Ruchu Naprawy Polski, otrzymując 260 głosów.

### 2025
W wyborach prezydenckich w 2025 kandydatką partii została ogłoszona Aldona Skirgiełło, która nie zebrała wystarczającej do startu liczby podpisów. Ugrupowanie nie poparło następnie żadnego z kandydatów.

## Przewodniczący
- od 28 stycznia 2010 do 5 sierpnia 2011 – Andrzej Lepper
- od 4 marca 2012 do 11 sierpnia 2012 – Andrzej Prochoń
- od 11 sierpnia 2012 (do 4 listopada 2012 jako p.o.) do 20 grudnia 2022 – Lech Kuropatwiński
- od 2023 – Jan Perkowski

## Liczba członków
| Rok  | Liczba członków |
| ---- | --------------- |
| 2012 | około 1600      |
| 2018 | około 7000      |